# Pîsarivka, Kalînivka
Pîsarivka (în ucraineană Писарівка) este o comună în raionul Kalînivka, regiunea Vinnița, Ucraina, formată numai din satul de reședință.

## Demografie
Componența lingvistică a satului Pîsarivka
     Ucraineană (99,29%)
     Alte limbi (0,71%)
Conform recensământului din 2001, majoritatea populației satului Pîsarivka era vorbitoare de ucraineană (99,29%), existând în minoritate și vorbitori de alte limbi.